# Clinodactylie
 (novembre 2014).
Si vous disposez d'ouvrages ou d'articles de référence ou si vous connaissez des sites web de qualité traitant du thème abordé ici, merci de compléter l'article en donnant les références utiles à sa vérifiabilité et en les liant à la section « Notes et références ».

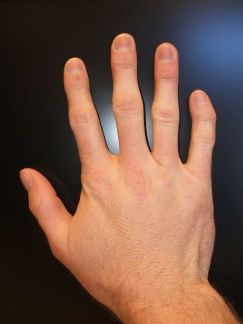
Exemple de déviation modérée de l'auriculaire

La clinodactylie est un terme médical désignant une déviation latérale des doigts ou des orteils : cette angulation excessive d’un doigt dans le plan radio-ulnaire peut aller jusqu'au chevauchement d'un doigt ou orteil qui enjambe son homologue interne et vient se placer au-dessus (supraductus) ou au-dessous (infraductus). Elle peut être congénitale ou traumatique. C'est une malformation que l'on peut par exemple retrouver dans la trisomie 21.

## Description anatomique
La présence d'une Phalange Delta donne une épiphyse en forme de « C », la croissance longitudinale se trouvant sur la convexité, aggravant la déformation.
La forme la plus fréquente est le quintus varus (en) supraductus dans laquelle le cinquième orteil recouvre le quatrième.